# چاپ آنلاین
چاپ آنلاین (به انگلیسی: web-to-print)، راهکاری آنلاین است که چاپخانه‌ها با استفاده از آن می‌توانند از طریق وبسایت خود سفارش‌های چاپی آنلاین را دریافت کنند. مشتریان می‌توانند با مراجعه به وبسایت چاپ آنلاین، در لحظه قیمت محصول چاپی خود را محاسبه کنند و آن را سفارش دهند.
در حال حاضر این راهکار ویژه چاپ آنلاین افست، چاپ آنلاین دیجیتال و چاپ آنلاین لارج فرمت (بنر و فلکس) می‌باشد.
دریافت سفارشات عمومی و اختصاصی، امکان طراحی آنلاین و ثبت سفارش خدمات چاپی از کارت ویزیت و سربرگ گرفته تا انواع بروشور و کاتالوگ به همراه خدمات پیش از چاپ و پس از چاپ، قابلیت‌هایی هستند که یک وبسایت چاپ آنلاین در اختیار کاربران خود می‌گذارد.

## طراحی آنلاین
برخی از وبسایت‌های چاپ آنلاین، ابزارهای ویرایش طرح را نیز در اختیار کاربر قرار می‌دهند تا کاربر بتواند از میان تمپلیت‌های آماده (مثل کارت پستال، کارت ویزیت و …) در وبسایت یک کدام را انتخاب کند و متناسب با نیاز خودش متن آن را ویرایش یا تغییرات گرافیکی در آن اعمال کند.
نرم‌افزارهای چاپ آنلاین حرفه‌ای قابلیت چک کردن فایل‌های آپلود شده را بر اساس استاندارهای تعریف شده دارند. این استانداردها می‌تواند سایز، مود رنگی و … باشد. 